# Papi Juancho
Papi Juancho é o quinto álbum de estúdio do cantor e compositor colombiano Maluma. Foi lançado em 21 de agosto de 2020 pela Sony Music Latin. O álbum conta com colaborações de Randy, Yandel, Yomo, Lenny Tavárez, Justin Quiles, Ñengo Flow, Jory Boy, Ñejo & Dalmata e Darell. Foi procedido pelos singles "ADMV", "Hawái" e "Parce".

## Antecedentes
Durante uma transmissão ao vivo no Instagram, o cantor anunciou que lançaria em breve sua próxima produção, acrescentando que estava trabalhando nisso antes da quarentena. O álbum conta com a colaboração dos produtores Los Rudeboyz, Justin Quiles, MadMusick, Edgar Barrera e Myke Towers, entre outros, com quem havia trabalhado anteriormente. "Quando a quarentena começou, tive que adiar a turnê, então voltei para a Colômbia... Me conectei comigo mesmo, lembrei das minhas raízes porque estava em Medellín", comentou Maluma sobre a produção do álbum.

## Promoção
Em 23 de abril de 2020, Maluma lançou o primeiro single intitulado "ADMV", juntamente com seu videoclipe dirigido por Nuno Gomes. Em 30 de abril, ele apresentou o single no programa The Tonight Show Starring Jimmy Fallon.
Junto com o lançamento do álbum, a faixa "Parce" foi lançada no mesmo dia, uma colaboração com Lenny Tavárez e Justin Quiles.

## Lista de faixas
Lista de faixas adaptadas do Apple Music e Tidal.
| N.º            | Título                                               | Compositor(es) | Produtor(es)                                | Duração |  |
| 1.             | "Medallo City"                                       | Juan Luis Londoño Arias Bryan Chaverra Kevin Londoño Teo Grajales                                                                                   | Rude Boyz Grajales                          | 3:53    |  |
| 2.             | "Bella-K" (com Zion featuring Randy)                 | Arias Felix "Zion" Torres Chaverra Londoño Andrés Uribe Marín Randy Ortiz Acevedo                                                                   | Rude Boyz                                   | 3:43    |  |
| 3.             | "Hawái"                                              | Arias Edgar Barerra Johan Espinosa Juan Camilo Vargas Miky la Sensa Chaverra Londoño Johan Esteban Espinosa Cuervo Marín Kevin Mauricio Cruz Moreno | Rude Boyz Jowan Ily Wonder Keityn           | 3:19    |  |
| 4.             | "Cielo a un Diablo"                                  | Arias Vargas Chaverra Londoño Moreno | Rude Boyz Keityn                            | 3:25    |  |
| 5.             | "Perdón" (com part. de Yandel)                       | Arias Vargas Chaverra Londoño Moreno Llandel Veguilla Malave                                                                                        | Rude Boyz                                   | 3:00    |  |
| 6.             | "La Cura"                                            | Arias Chaverra Londoño Alejandro Suarez | Rude Boyz Sky                               | 2:56    |  |
| 7.             | "Luz Verde"                                          | Arias Giencarlos Rivera Jonathan Rivera | Madmusick                                   | 3:03    |  |
| 8.             | "Cuidau" (com part. de Yomo)                         | Arias Victor Mercado Cruz La Sensa Chaverra Londoño Jose Alberto Torres Abreu                                                                       | Rude Boyz                                   | 3:33    |  |
| 9.             | "Parce" (com part. de Lenny Tavárez e Justin Quiles) | Arias Cristian Salazar Chaverra Londoño Marin Julio Tavarez Justin Rivera                                                                           | Rude Boyz Ily Wonder                        | 4:08    |  |
| 10.            | "Viento (Interlude)"                                 | Arias Chaverra Londoño | Rude Boyz                                   | 2:42    |  |
| 11.            | "Madrid" (com Myke Towers)                           | Arias Michael "Myke Towers" Torres Barerra Chaverra Londoño                                                                                         | Rude Boyz                                   | 3:18    |  |
| 12.            | "Salida de Escape"                                   | Arias Salomon Hoyos Johaney Correa | Nyal                                        | 3:04    |  |
| 13.            | "Ansiedad"                                           | Arias Chaverra Londoño | Rude Boyz                                   | 3:40    |  |
| 14.            | "Mai Mai" (com part. de Ñengo Flow e Jory Boy)       | Arias la Sensa Chaverra Londoño Edwin Vasquez Fernando Fierra                                                                                       | Rude Boyz                                   | 3:57    |  |
| 15.            | "Vete Vete" (com part. de Ñejo & Dalmata)            | Arias Chaverra Londoño Carlos Crespo Planas Fernando Mangual                                                                                        | Rude Boyz                                   | 4:03    |  |
| 16.            | "Me Acuerdo de Ti" (com part. de Darell)             | Arias Barerra Luis Orlando Suares Torres Osval Elias Castro Hernandez                                                                               | Rude Boyz Yanyo the Secret Panda Lil Geniuz | 3:43    |  |
| 17.            | "Boy Toy"                                            | Arias Mateo Cano Vicente Barco | Tezzel                                      | 3:15    |  |
| 18.            | "Booty"                                              | Arias Chaverra Londoño | Rude Boyz                                   | 2:37    |  |
| 19.            | "Quality"                                            | Arias Jonatan Cortes Barerra Yhoan Jimenez | Edge                                        | 2:41    |  |
| 20.            | "Copas de Vino"                                      | Arias Chaverra Londoño | Rude Boyz                                   | 3:12    |  |
| 21.            | "ADMV"                                               | Arias Stiven Rojas Barco Barerra | Edge                                        | 3:13    |  |
| 22.            | "ADMV" (Versão urbana)                               | Arias Rojas Barco Barerra | Edge Nyal                                   | 3:05    |  |
| Duração total: | Duração total:                                       | Duração total: | Duração total:                              | 73:30   |  |